# Torano (Carrara)
Torano is een plaats (frazione) in de Italiaanse gemeente Carrara.